# Донготона језик
Донготона језик је језик из породице нило-сахарских језика, грана нилотских језика. Њиме се служи око 1.000 становника Јужног Судана у вилајету Источна Екваторија у региону побрђа Дидинга, југоисточно од Торита.